# 黄梅鲷
黄梅鲷（学名：Caesio erythrogaster）为笛鲷科梅鲷属的鱼类，俗名赤腹乌尾鮗。分布于印度、日本、印度尼西亚、台湾岛以及中国南海等海域。该物种的模式产地在爪哇。